# 土城子镇 (康保县)
土城子镇，是中华人民共和国河北省张家口康保县下辖的一个乡镇级行政单位。

## 行政区划
土城子镇下辖以下地区：
土城子村、南房子村、大盐淖村、周胡村、小庄子村、福庆村、东叠不齐村、怀安营村、晶水村、大恒店村、义兴店村、前东井子村、小庙洼村、天城房村、小盐淖村、胡家房村、谷丰村、双井子村、大七顶房村和小七顶房村。